# Mina de Jacobina

A mina de Jacobina é uma das maiores minas de ouro do Brasil e do mundo. A mina está localizada no estado da Bahia, na região leste do Brasil. A mina tem reservas estimadas em 4,5 milhões de onças de ouro. É de propriedade da Yamana Gold.